# Никифоров, Сергей Игоревич
KEFIR (настоящее имя — Серге́й И́горевич Ники́форов; род. 27 апреля 1993, Мытищи) — российский видеоблогер, стример. В прошлом — киберспортсмен в дисциплине FIFA, чемпион России в этой дисциплине 2012 и 2015 годов.

## Биография
Начал играть в FIFA в 2008 году. На протяжении следующих трёх лет посетил около 20 LAN-турниров.
В 2012 году, представляя команду Nation, стал победителем российских отборочных WCG RU Preliminaries 2012 — самого престижного турнира в России — и получил право участия в чемпионате мира. В финальной стадии WCG, проходившей в Китае, Сергей Никифоров проиграл в плей-офф представителю Коста-Рики. В 2012 году Сергей также стал обладателем Суперкубка России по версии РФПЛ.
В 2013 году выступал за Extremis Unitis и стал капитаном сборной России на чемпионате Европы, проводящемся под эгидой Electronic Sports League. Выступал на международных турнирах в Гонконге, Копенгагене и Лондоне, а также посетил WCG 2013 в качестве журналиста.
13 ноября 2013 года зарегистрировал канал на YouTube с названием «Ultimate Kefir». Впоследствии название канала сменилось на «FC KEFIR».
В 2015 году выиграл ESWC Чемпионат России по FIFA 15, и ему было предоставлено право выступать на Чемпионате мира ESWC по FIFA в Париже, Франция.
Летом 2016 года организовал Кубок РФПЛ в FIFA 16 среди фиферов и видеоблогеров. С 2017 года организовывает ежегодный Кубок фиферов в каждой последующей игре FIFA.
27 сентября 2016 года, в день выхода новой части FIFA, объявил о подписании контракта с футбольным клубом «Спартак» (Москва). В августе 2017 года заявил о возможном уходе из клуба.
19 декабря 2016 года стал победителем благотворительного турнира Stawberry Fields Cup.
11 ноября 2017 года установил свой рекорд в FIFA 18, сделав 39 побед из 40 в Weekend League.
1 декабря 2017 года был одним из приглашённых зрителей на жеребьёвку чемпионата мира по футболу 2018 года.

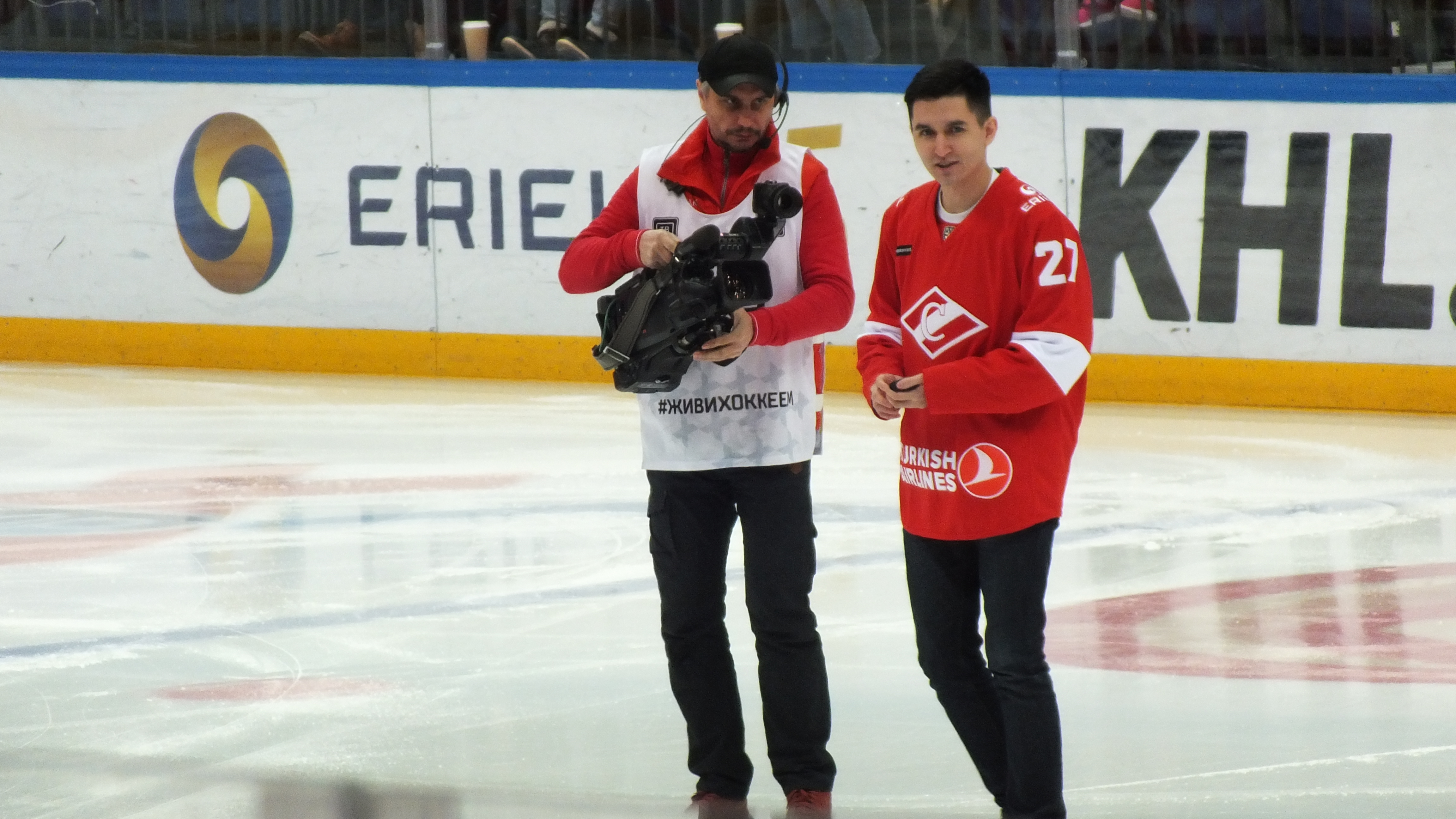
В 2018 году на матче КХЛ

3 августа 2018 года во время прямого эфира (стрима) количество подписчиков на YouTube перевалило за один миллион человек.
1 апреля 2019 года попал в состав сборной России по интерактивному футболу на турнир среди сборных команд — FIFA eNations Cup, как помощник тренера.
Играл в блогерском футбольном клубе «Амкал».

## Команды
Как игрок в интерактивный футбол
- «zNation» (2012—2013)
- «ExtremisUnitis» (2013—2014)
- «Revival Gaming» (2015—2016)

Помощник тренера сборной России по киберспортивному футболу c 2019.